# Frank Heynick
Frank Heynick (New York, 22 december 1946) is een Amerikaanse dromenonderzoeker en -theoreticus, psycholinguïst en medisch historicus wiens onderzoek vooral stoelt op Duitse bronnen.

## Carrière
Heynick studeerde Industriële vormgeving aan de Brooklyn Technical High School en geschiedenis aan het Hunter College in New York en de Universiteit van Reims (Frankrijk). Hij behaalde een Master of Arts in Toegepaste Linguïstiek aan de Columbia-universiteit in New York en vervolgde zijn studie Psycholinguïstiek aan de Universiteit van Nijmegen (Nederland). Aan de medische faculteit van de Rijksuniversiteit Groningen promoveerde hij op het proefschrift Theoretical and empirical investigation into verbal aspects of the Freudian model of dream generation. 

## Dromenonderzoek
Heynick merkte op dat hoewel dromen eeuwenlang als visueel proces werden beschouwd, dromen geen 'stomme films' waren. Ze hadden ook een 'soundtrack' bestaande uit dialogen van de erin voorkomende figuren.
Heynick baseerde zich daarbij op het werk van de psychiater Emil Kraepelin van rond de eeuwwisseling naar de 20e eeuw. Kraepelin wordt, net zoals Freud, beschouwd als een van de grondleggers van de moderne psychiatrie, maar zijn benadering was meer somatisch, niet gericht op neurosen en vooral op de etiologie en classificatie van psychosen. Kraepelin was niet geïnteresseerd in Freuds werk over dromeninterpretatie. Toch besteedde hij vrij veel aandacht aan (zijn eigen) dromen, wat onder andere leidde tot zijn in 1906 gepubliceerde monografie Über Sprachstörungen im Traume. Deze studie omvatte meer dan 200 casestudies van expliciet verbale taal in dromen, die bijna geheel gebaseerd waren op zelfobservatie en duidelijk selectief waren samengesteld (Kraepelin was alleen geïnteresseerd in afwijkende casestudies). Voor zijn proefschrift herhaalde Heynick Kraepelins werk door monsters te verzamelen van meer dan 700 dromen van ruim 100 mensen onder strikt gecontroleerde experimentele omstandigheden. Zijn onderzoek toonde aan dat spreken in dromen meestal grammaticaal correct is, vaak syntactisch complex en meestal aangepast aan de context van het droomscenario. 
Heynick bekritiseerde de destijds heersende theorieën over dromengeneratie, namelijk de psychoanalytische opvatting van de neurofysiologische activeringssynthesehypothese, als onvoldoende voor het classificeren van verbale droominteractie. Heynick was daarentegen aanhanger van het toen nieuwe psychoneirische model van dromengeneratie, de tegenhanger van het psycholinguïstische model van taalgeneratie. 
Eind jaren tachtig was Heynick gastonderzoeker aan het Max Planck Instituut voor Psychiatrie in München, vroeger Kraepelins Duitse onderzoeksinstelling, om meer dan 200 nieuw ontdekte casestudies van verbale dromenspraak te analyseren die Kraepelin in de eerste twee decennia na de publicatie van zijn monografie uit 1906 schriftelijk had vastgelegd.
In 1992 publiceerde Heynick de resultaten van zijn onderzoek in boekvorm Language and its Disturbances in Dreams: The Pioneering Work of Freud and Kraepelin Updated met daarin zowel Heynicks Engelse vertaling van Kraepelins droommonografie als zijn nieuw ontdekte casestudies en zijn vertalingen van de werken van Duitstalige tijdgenoten van Kraepelin, namelijk Ernst Meumann, Friedrich Hacker en Alfred Hoche.  
In Nederland droeg Heynick bij aan het populairwetenschappelijke begrip van dromenpsychologie met zijn boek Berichten uit Dromenland uit 1992. Bovendien schreef hij het leerboek Dromen: Fantasie en Werkelijkheid, dat de basis was van een bij Teleac uitgezonden televisieserie.